# 2012 AD1
2012 AD1 est un astéroïde de la ceinture principale.